# Клакамукус 2
Клакамукус 2 (англ. Clakamucus 2) — індіанська резервація в Канаді, у провінції Британська Колумбія, у межах регіонального округу Елберні-Клекват.

## Населення
За даними перепису 2016 року, індіанська резервація не ма постійного населення.

## Клімат
Середня річна температура становить 9,3°C, середня максимальна – 18,4°C, а середня мінімальна – 0,4°C. Середня річна кількість опадів – 3 207 мм.
| Клімат поселення                              | Клімат поселення | Клімат поселення | Клімат поселення | Клімат поселення | Клімат поселення | Клімат поселення | Клімат поселення | Клімат поселення | Клімат поселення | Клімат поселення | Клімат поселення | Клімат поселення | Клімат поселення |
| Показник                                      | Січ.             | Лют.             | Бер.             | Квіт.            | Трав.            | Черв.            | Лип.             | Серп.            | Вер.             | Жовт.            | Лист.            | Груд.            |                  |
| Середній максимум, °C                         | 8,06             | 9,12             | 9,87             | 11,81            | 14,53            | 16,86            | 17,73            | 18,41            | 16,90            | 13,06            | 9,51             | 7,53             |                  |
| Середня температура, °C                       | 4,22             | 5,28             | 6,02             | 7,99             | 10,69            | 13,02            | 14,70            | 15,38            | 13,89            | 10,01            | 6,48             | 4,50             |                  |
| Середній мінімум, °C                          | 0,39             | 1,44             | 2,19             | 4,14             | 6,85             | 9,17             | 11,66            | 12,34            | 10,84            | 6,99             | 3,45             | 1,47             |                  |
| Норма опадів, мм                              | 457              | 348              | 326              | 254              | 156              | 128              | 70               | 83               | 130              | 350              | 467              | 438              |                  |
| Середньомісячна швидкість вітру, м/с          | 4.63             | 4.22             | 4.41             | 4.27             | 4.06             | 3.97             | 3.75             | 3.39             | 3.29             | 3.86             | 4.59             | 4.62             |                  |
| Середньомісячна сонячна радіація, кДж/м²·день | 3110             | 5822             | 9619             | 14309            | 18125            | 19197            | 19818            | 16974            | 12689            | 6983             | 3570             | 2424             |                  |
| --------------------------------------------- | ---------------- | ---------------- | ---------------- | ---------------- | ---------------- | ---------------- | ---------------- | ---------------- | ---------------- | ---------------- | ---------------- | ---------------- | ---------------- |
| Джерело:                                      |                  |                  |                  |                  |                  |                  |                  |                  |                  |                  |                  |                  |                  |